# Lael Wertenbaker
Lael Tucker Wertenbaker (geboren 28. März 1909 in Bradford, Pennsylvania; gestorben 24. März 1997 in Keene, New Hampshire) war eine US-amerikanische Journalistin und Autorin.

## Leben
Lael Louisiana Tucker war die Tochter von Royal K. Tucker und Juliet Luttrell. Sie wuchs in Mobile, Alabama auf. Das Studium an der University of Louisville beendete sie in der Zeit der Weltwirtschaftskrise ohne Abschluss. Von 1929 bis 1938 arbeitete sie als Sekretärin bei der Theatre Guild in New York City.
1938 ging sie als Journalistin zum Magazin Time. Von 1939 an bis zur deutschen Kriegserklärung an die USA im November 1941 war sie Time-Korrespondentin in Berlin.
Ihre Berichterstattung sei vom nationalsozialistischen Reichspropagandaministerium als „gefährlich“ bezeichnet worden. Tucker war in dieser Zeit mit dem Reporter Stephen Laird verheiratet, der ebenfalls in Berlin tätig war. Im Mai 1941 erschien in Life von ihr eine Reportage über die deutsche Umsiedlung von der deutsch-sowjetischen Grenze in Eydtkau, wohin das Propagandaministerium 23 ausländische Korrespondenten eingeladen hatte. Tucker berichtete danach von London aus über den europäischen Kriegsschauplatz.
Sie heiratete im September 1942 den Journalisten Charles Wertenbaker, der bei Time Mitherausgeber und für die Auslandsberichterstattung zuständig war. Nach Kriegsende waren beide in Paris tätig, wo sie sich mit Ernest Hemingway und Irwin Shaw anfreundeten. Anfang der 1950er Jahre gab sie ihre Tätigkeit bei Time auf. Sie wohnten nun in Ciboure an der Biscaya, wo ihre Kinder Christian Wertenbaker und die spätere Dramatikerin Timberlake Wertenbaker aufwuchsen. Charles Wertenbaker starb 1955 an Krebs, sie schrieb über die Todesumstände und die von ihr erbetene Sterbehilfe bei seinem Suizid das Buch Death of a Man, das 1957 veröffentlicht wurde.
Mit Suzanne Gleaves verfasste sie Anfang der 1960er Jahre einige Kinderbücher.
1964 schrieb sie den Roman The Eye of the Lion über das Leben der Mata Hari.
1966 zog sie nach New Hampshire. In dritter Ehe war sie ab September 1970 mit dem britischen Schauspieler Bramwell Fletcher verheiratet, und beide zogen 1985 von New York nach Keene, wo er 1988 mit 84 Jahren verstarb. Wertenbacher veröffentlichte weitere Romane und Sachbücher, so 1980 To Mend the Heart, ein Buch über die medizinischen Fortschritte bei Herzoperationen, schrieb Skripte für Dokumentarsendungen in Radio und Fernsehen, so eine CBS-Sendung über Kemal Atatürk, und Zeitschriftenbeiträge für Fortune, Life und U.S. News and World Report.
Das Keene State College 1975 und das Franklin Pierce College in Rindge 1982 verliehen ihr die Ehrendoktorwürde.

## Sterbehilfe
Ihr strikt autobiografisches Buch Death of a Man beginnt an einem Herbsttag des Jahres 1954, an dem ein Arzt in dem südfranzösischen Ort Saint-Jean-de-Luz bei Charles den Verdacht auf Darmkrebs äußert. Die Untersuchung in New York zeigt Metastasen in anderen Organen, und die beiden machen ihre letzte gemeinsame Reise zurück zu den Kindern nach Ciboure. Charles beschließt, Suizid zu begehen und erwartet von seiner Frau, dass sie ihm dabei hilft.
Lael Wertenbaker ging es bei dem Buch weniger um eine gewissenhafte Beschreibung des Krankheitsverlaufs und der Suizidversuche als um die posthume Würdigung der konsequenten Haltung ihres Mannes. Mit Death of a Man stieß sie eine Diskussion über die bis dahin in der Öffentlichkeit tabuisierten Themen Suizid und Sterbehilfe an. Wertenbaker wurde auch später zu diesen Themen gehört.
Death of a Man wurde 1962 als Schauspiel A Gift of Time von Garson Kanin am Broadway mit den Schauspielern Henry Fonda und Olivia de Havilland herausgebracht.

## Werke (Auswahl)
- Lament for four virgins; a novel. New York, Random House, 1952
- Festival. New York, Random House, 1954
- Lael Tucker Wertenbaker: Death of a Man. New York: Random House 1957
  - Der Tod eines Mannes. Ins Dt. übers. von Karin von Schab. Nannen, Hamburg 1957
  - Garson Kanin: A gift of time. A drama in two acts, adapted from Death of a man by Lael Tucker Wertenbaker. Samuel French, New York 1962
- Mister Junior. Paterson, N.J., Pageant Books, 1960 (über Joseph F. Cullman)
- The eye of the lion; a novel based on the life of Mata Hari. Boston, Little, Brown 1964
- The afternoon women. Boston, Little, Brown 1966
- The world of Picasso. Time-Life Books, New York 1967
  - Picasso und seine Zeit. Aus d. Engl. übertr. von H. Onkie. Time-Life-International, Amsterdam 1972
- Unbidden guests. Boston, Little, Brown 1970
- The magic of light: the craft and career of Jean Rosenthal, pioneer in lighting for the modern stage. Little, Brown, Boston 1972 (über Jean Rosenthal)
- Perilous voyage. Little, Brown, Boston 1975
- The eye: window to the world. U.S. News Books, Washington, D.C. 1981